# Improviserade sprängmedel

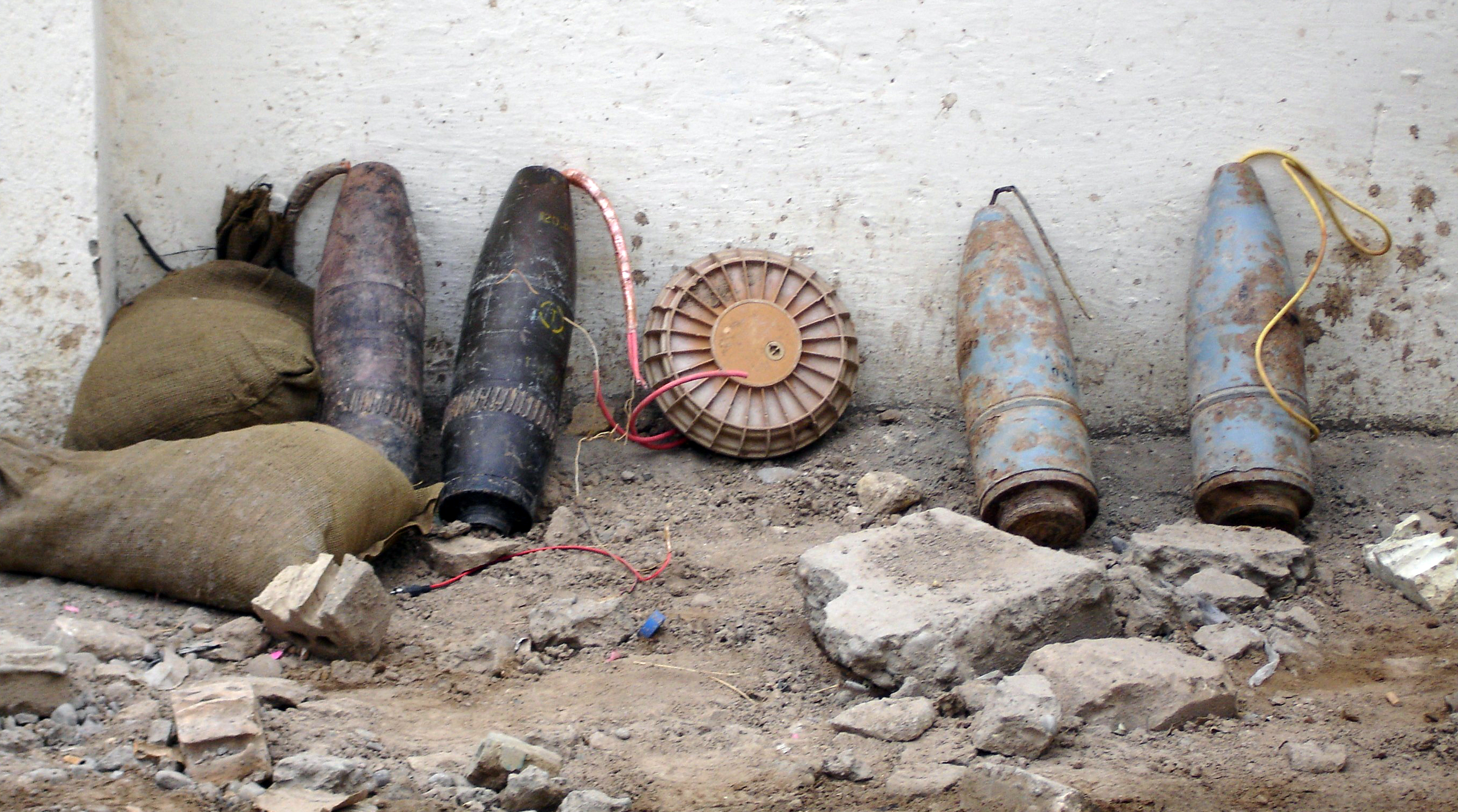
Ammunition riggad som IED, upptäckta av irakisk polis i Bagdad, november 2005.

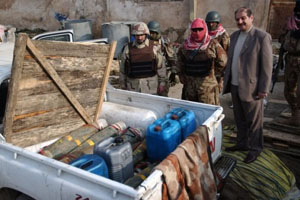
Artilleriammunition och bensin upptäckt i flaket på en pickup i Irak, 2005.

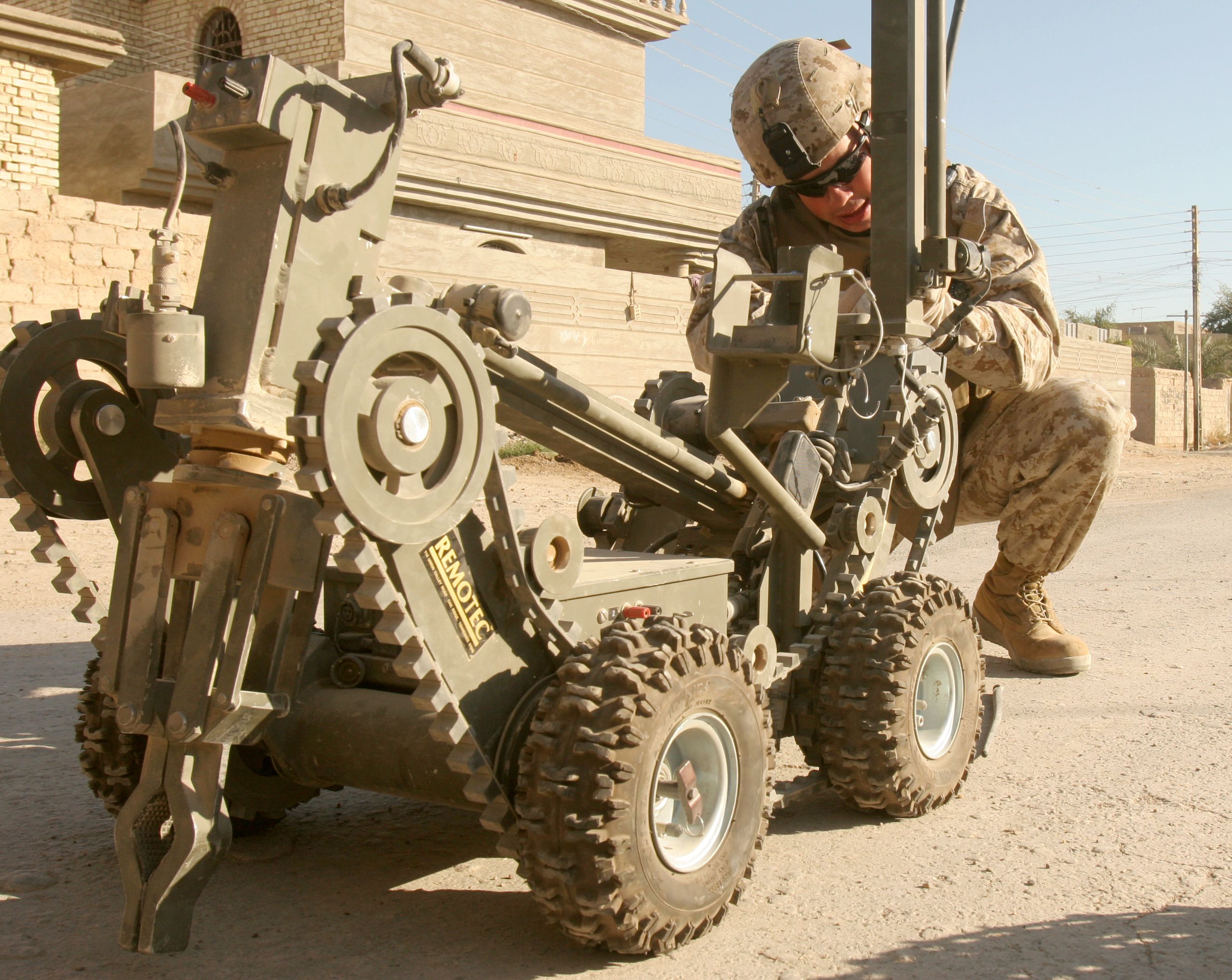
En amerikansk soldat förbereder en robot med uppgift att detonera en nedgrävd IED nära Falluja i Irak.

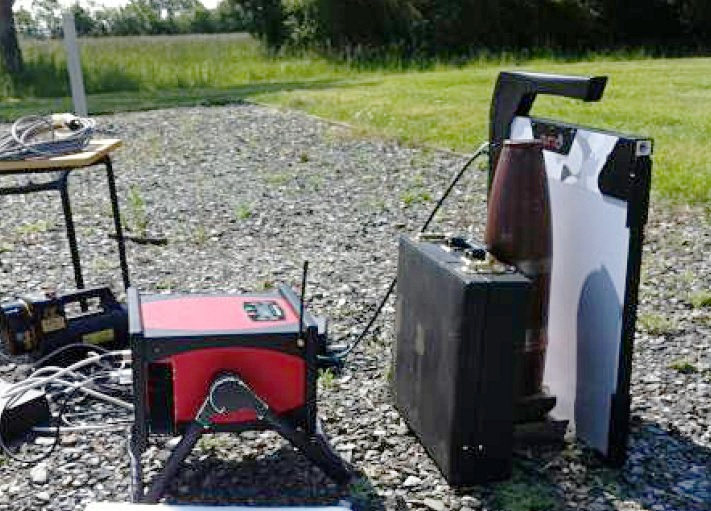
Inspektion av en IED.

Improviserade sprängämnen eller IED (från engelska improvised explosive device) är en bomb konstruerad och placerad på ett sätt som helt eller delvis bryter mot konventionell militär taktik. De kan vara delvis gjorda av konventionella militära sprängämnen, såsom en artillerigranat, ihopkopplade med en tändanordning. IED placeras ofta vid sidan av vägar för att detoneras när fordon eller fotgängare passerar, och kallas därför "vägbomber", eller ibland "vägrensbomber" (på engelska roadside bombs).
IED kan användas i terrorist-aktioner eller i asymmetrisk krigföring av gerillagrupper eller kommandosoldater under operationer. I Irakkriget har IED använts i stor skala mot koalitionen och under 2007 har de orsakat uppskattningsvis 40 procent av koalitionens dödsfall i Irak. De används också i hög grad mot militära och civila mål i Sri Lanka. De kan förekomma i försåtsminering.

## Teknisk konstruktion

### Hemtillverkade sprängämnen
Ett av de billigaste sprängämnena är ammoniumnitrat som också är lätt att skaffa. Det typiska för detta sprängämne är att det används i mycket stora bomber som kan väga flera ton. Det har använts vid flera terroristattacker. Ammoniumnitrat blandas ut med ett par procent brännolja till så kallad ANFO (Ammonium Nitrate Fuel Oil).
Acetonperoxid eller TATP är ett annat av de enklaste sprängämnena att tillverka. En del terrorister (självmordsbombare) använder det som universalsprängämne, medan andra anser att det är alltför känsligt för att användas till annat än sprängämne i sprängpatroner. Det är inte stabilt nog för att lagras längre tid eftersom det sönderfaller. Många nyfikna ungdomar och terrorister har sprängt sig själva i luften med detta alltför känsliga sprängämne.

## Historia
IED tillverkas på ett sätt där de inkluderar destruktiva, pyrotekniska eller kemiska komponenter med syftet att förstöra eller oskadliggöra personal eller fordon. I vissa fall används IED för att distrahera, störa eller försena en fiendestyrka. IED kan innehålla militära eller kommersiella sprängämnen, och kombinerar ofta båda typerna, eller kan göras enbart med hemmagjorda sprängämnen.
En IED består oftast av en explosiv laddning (ibland assisterad av en booster-laddning), en detonator och ett initieringssystem. Detta sistnämnda system är en mekanism som initierar den elektriska laddning som aktiverar sprängämnet. En IED designad för att bekämpa pansarfordon innehåller oftast någon typ av riktad sprängverkan, såsom en kopparstav eller kon, som skickas iväg med hjälp av sprängämnets detonation. IED är extremt varierande i sin design, och kan innehålla många typer av initieringar, detonatorer, penetratorer och sprängämnen. IED som är tänkta att skada personer innehåller ofta splitter såsom spik eller metallkulor. IED kan utlösas på olika sätt, inklusive radiostyrt, infraröda eller magnetiska utlösare, tryckkänsliga komponenter eller snubbeltråd. I vissa fall kopplas flera IED tillsammans för att till exempel attackera en hel konvoj längs en väg.
IED som görs av personer utan erfarenhet eller med dåligt material misslyckas ibland att detonera eller exploderar ibland av misstag då de tillverkas eller placeras ut. Vissa grupper tillverkar dock sofistikerade sprängämnen från konventionell ammunition och vanlig hushållselektronik, såsom mobiltelefoner, tvättmaskinstimers, personsökare eller garageöppnare. Hur sofistikerat sprängämnet blir beror på träningen som designern fått och de verktyg och material som finns tillgängliga.
Majoriteten av IED använder konventionella sprängämnen, men hotet finns att man skulle involvera kemisk krigföring eller radioaktiva medel (en smutsig bomb) och därmed skapa många livshotande effekter utöver splitter, eld och själva detonationen.
En fordonsburen IED (VBIED eller Vehicle Borne IED) är en militär term för en bilbomb eller en truckbomb. Dessa används oftast av självmordsbombare och kan ha en relativt stor sprängkraft. De kan också detoneras från en annan position. Bilbomber kan skapa ytterligare splitter genom själva bilens förstörelse, och kan även använda bensin för att sprida mer eld efter detonationen.